# Bondgenotenoorlog (220-217 v.Chr.)
De Bondgenotenoorlog of Aetolische Oorlog was een oorlog die van 220 tot 217 voor Christus werd uitgevochten tussen de Achaeïsche Bond, gesteund door Philippus V van Macedonië, en de Aetolische Bond en Sparta. De oorlog eindigde onbeslist.
Oorzaak van het uitbreken van deze oorlog was een aaneenschakeling van politieke conflicten tussen twee geallieerde partijen: de Aetolische Bond en de Achaeïsche Bond. De nieuwe Macedonische koning Philippus V wilde de hegemonie van zijn land verder uitbreiden in Griekenland en kwam daarbij in conflict met de Aetoliërs. De Achaeïsche Bond was van zins haar grondgebied uit te breiden over de gehele Peloponnesos, maar stuitte hierbij op tegenstand van Sparta en Elis.
De Messenen vroegen de Achaeïsche Bond om hulp tegen de herhaaldelijke plunderingen door de Aetoliërs. Omdat de Achaeërs het onderspit delfden tegen de Aetoliërs, verscheen Philippus V van Macedonië ten tonele. Zijn optreden leidde tot de opname van Messenië in Achaeïsche Bond en hij beloofde maatregelen te nemen tegen de Aetoliërs. De Aetoliërs op hun beurt sloten een verdrag met Sparta en Elis om de Macedonische hegemonie in Griekenland te kunnen breken.
Beide partijen vermeden een directe confrontatie, maar de politieke verhouding werd danig gehavend door plunderingen en piraterij. De kleinere staten Akarnania, Epirus en Boeotië vielen buiten dit conflict aangezien zij een symmachie gesloten hadden met Macedonië. Athene, Rhodos en de Ptolemaeën waren neutraal.
Na Hannibals grote overwinning in de Slag bij het Trasimeense Meer (217 v. Chr.) tegen de Romeinen, dreigde een verschuiving in de machtsverhouding rond de Middellandse Zee. Om zich hierop beter te kunnen concentreren sloot Philippus V van Macedonië vrede met de Aetolische Bond in de Vrede van Nafpaktos. Er ontstond een ogenschijnlijke status quo. Echter hadden de Achaeërs zoveel controle over de Peloponnesos gekregen en had de Aetolische Bond zoveel gebied aan Macedonië moeten prijsgeven, dat Macedonië en de Achaeïsche Bond als feitelijke overwinnaar zouden kunnen worden gezien.